# هراچیک تاوادیان
هراچیک گریگوری تاوادیان (ارمنی: Հրաչիկ Գրիգորի Թավադյան؛  زادهٔ ۲۱ فوریهٔ ۱۹۵۸) شطرنج‌باز اهل ارمنستان است که استاد فیده (از ۲۰۰۵) و سازنده بین‌المللی (از ۲۰۰۷) می‌باشد وی همچنین ریاست خانه شطرنج تیگران پتروسیان را برعهده دارد.

## زندگی‌نامه
وی در ۲۱ فوریه ۱۹۵۸ در باکو به دنیا آمد و از انستیتو دولتی فرهنگ سلامت و ورزش پرورش اندام ارمنستان فارغ‌التحصیل گشت. همچنین برندهٔ جوایزی همچون مدال گارگین نژده، ،  و استاد ورزشی اتحاد شوروی در رشته شطرنج (۱۹۷۹) شده است.

## یادداشت
1. ↑  «Հայրենիքին մատուցած ծառայությունների համար» 1-ին աստիճանի մեդալ
2. ↑  «Հայրենիքին մատուցած ծառայությունների համար» 2-րդ աստիճանի մեդալ